# Thanh Sơn, Thanh Chương
Thanh Sơn là một xã thuộc huyện Thanh Chương, tỉnh Nghệ An, Việt Nam.
Xã Thanh Sơn có diện tích 73,87 km², dân số năm 1999 là 5248 người, mật độ dân số đạt 71 người/km².